# Puerto López (Ecuador)
Puerto López è una parrocchia urbana dell'Ecuador, capoluogo dell'omonimo cantone, nella provincia di Manabí.